# Poppa’s Got a Brand New Badge
«Poppa’s Got a Brand New Badge» (рус. Папа получает новый значок) — двадцать вторая серия тринадцатого сезона мультсериала «Симпсоны». Впервые была показана 22 мая 2002 года.

## Сюжет
В Спрингфилде установилась невыносимая жара. Жители и учреждения города включили свои кондиционеры на полную мощность, из-за чего Спрингфилдская АЭС стала работать на пределе своих возможностей (даже несмотря на то, что мистер Бернс предпринял меры предосторожности — отключил подачу энергии в детский приют). У Симпсонов вместо кондиционера вентилятор. Гомер решает создать в доме рождественскую обстановку, для чего включает электрического Санта-Клауса в розетку, вследствие чего на электростанции происходит перегрузка и весь город остаётся без света. В городе начинаются беспорядки и мародёрство. Полиция ничего не может сделать.
Кто-то крадёт у Лизы коллекцию кукол "Стейси Малибу". Гомер решает найти преступника и находит его. Потом Гомер спасает Апу от Змея Джейлбёрда, который грабил его магазин.
Гомер решает создать собственную охранную компанию. Ему нравится идея объединить его любовь помогать людям и одновременно причинять им вред. Гомер создаёт охранную фирму «СпрингЩит» (англ. SpringShield). Он приглашает Карла и Ленни работать на него. Гомер носит на своей форме сержантские шевроны. Все вокруг уважают «офицера Гомера». Мэр Куимби поначалу критиковал «СпрингЩит», но, видя неэффективность работы городской полиции, он назначает Гомера её начальником. Что интересно, даже после этого сотрудники «СпрингЩита» продолжают носить свою корпоративную форму охранников и не надевают полицейскую форму. Только Гомер прикрепляет к своей рубашке значок начальника полиции.
Гомер практически очищает город от преступности. Но после того как он арестовал Жирного Тони, гангстер поклялся его убить. Никто не хочет помочь Гомеру спастись: Карл и Ленни заперлись в камере в полицейском участке; жители тоже боятся помогать Гомеру. Единственный, кто хочет ему помочь — это Нед Фландерс, но Гомер отвергает его помощь. Единственный выход — бежать из города, но Гомер боится, что мафиози убьют его семью, а бежать с семьёй он не хочет — слишком некомфортно, ведь в его машине нет кондиционера.
В 12 часов пополудни Жирный Тони и его сообщники приезжают к Гомеру домой, чтобы убить его, но вместо этого кто-то неожиданно открывает огонь по ним самим. Никто не догадывается, что это Мэгги расстреляла гангстеров из винтовки.

## Факты
- Когда Жирный Тони проезжает Спрингфилд, он видит знак, согласно которому население Спрингфилда составляет 30 720 человек.
- «СпрингЩит» использует телефонный номер (636) 555-3472. Телефонный код "636" используется в округах Сент-Чарльз и Джефферсон в штате Миссури, а также в пригороде города Сент-Луис в том же штате. Телефонному коду Спрингфилда посвящена специальная серия «A Tale of Two Springfields».
- В этом эпизоде, пока Мардж крутит себе бигуди, Гомер перечисляет все свои профессии за прошедшее время.
- Гомер считает, что Смитерс — это тоже работа.

## Культурные отсылки
- Серия пародирует сюжет вестерна «Ровно в полдень» — точно так же, как и герой фильма, Гомер остаётся с бандитами один на один, так как горожане отказывают ему в помощи из страха перед преступником.
- Название эпизода — отсылка к названию песни Джеймса Брауна «Papa’s Got a Brand New Bag».
- Картина, которую проносит Отто возле дома Симпсонов — «Герника» Пабло Пикассо.
- Сцена, в которой мафия едет к дому Симпсонов, является пародией на сериал «Клан Сопрано», а друзья из Нью-Джерси пародируют персонажей из того же сериала: Сильвио Данте, Поли Галтиери и Кристофера Молтисанти. Также в этой сцене звучит главная тема из этого телесериала: Alabama 3 «Woke up this morning».
- Короткий диалог между Жирным Тони и крысой: «Ты не животное и не друг. Ты для меня никто» является пародией на конец разговора между Майклом Корлеоне и Фредом Корлеоне в фильме «Крёстном отце II»: «Ты мне не брат и не друг. Ты для меня никто».
- Персонаж, которого Гомер освобождает из камеры — Отис, городской пьяница из комедийного сериала 1960-х годов «Шоу Энди Гриффита».
- «Старые ученики», заходящие в школу в начале серии, — это Джагхед Джонс, персонаж из комиксов про Арчи, один из основателей вымышленной группы The Archies (на фоне его выхода играет их наиболее известная песня «Sugar, Sugar»); Толстяк Альберт из мультсериала «Fat Albert and the Cosby Kids»; Артур «Фонзи» Фонзарелли из комедийного сериала 1970-х-1980-х годов «Happy Days».